# Изваиль
Изваиль — деревня в составе городского округа Ухта Республики Коми.

## Географическое положение
Деревня расположена в 72 километрах на юго-восток от города Ухта. Подъезд к деревне осуществляется с автомобильной дороги Ухта-Троицко-Печорск. По территории деревни вдоль южной и западной границ протекает река Ижма.

## Климат
Климат умеренно-континентальный с коротким прохладным летом и продолжительной морозной зимой. Климат формируется вблизи северных морей в условиях малого количества солнечной радиации и под воздействием интенсивного западного переноса. Особенностью климата является формирование неблагоприятных условий проживания, строительства и эксплуатации инженерных сооружений в зимний период. Зима длится 6 месяцев с октября по апрель. Преобладает устойчивая морозная погода с частыми снегопадами и метелями. Средняя температура января — 17,3ºС. Абсолютная минимальная температура воздуха (-49)ºС. Лето длится три месяца с июня по август с преимущественно прохладной и пасмурной погодой. В течение всего лета возможны заморозки, а также периоды засушливой, жаркой погоды. Средняя температура июля +12,1ºС. Абсолютный максимум равен +35ºС.

## История
Основана в 1835 году как починок Роздинский крестьянами из деревни Вольдина Усть-Сысольского уезда. Упоминается с 1843 года. В посемейном списке на 1 января 1901 года числился 71 человек. Известно, что в конце ХIХ — начале XX веков до 1917 г. в Роздино была часовня, в 1891 году построена деревянная церковь во имя святого великомученика Георгия Победоносца. 30 декабря 1918 года на заседании Совета крестьянских депутатов было решено переименовать Роздино в Изваиль. В ходе коллективизации основан колхоз «Красный партизан». В довоенные годы здесь выращивали основные сельскохозяйственные культуры — пшеницу, рожь, ячмень, коноплю, из овощей — капусту, горох, брюкву, турнепс, редьку. В довоенном 1940 году там проживало наибольшее количество населения — 209 человек. В хозяйстве было 168 голов крупного рогатого скота, 66 лошадей, 39 овец, более 1000 оленей. После войны положение осложнилось нехваткой рабочих рук, низкими заработками. Начался отток жителей в город на промышленные предприятия. В 1955 году отсюда перевели на Асфальтитовый рудник (ныне поселок Кэмдин) сельский совет, в 1959 — 5-7 классы, а в 1971 и начальные классы школы. Закрыли почту. В 1959 году колхоз преобразовали в совхоз «Изваильский» с центром в поселке Седью в 60 км от Изваиля. Этот факт губительно сказался на жизни села. Совхоз получил животноводческую специализацию, поэтому дойное стадо было переведено в Седью. Туда же уехали доярки. В Изваиле осталась растениеводческая бригада, которая занималась только возделыванием горохово-овсяной смеси. Так Изваиль стал неперспективным населенным пунктом.

## Население
| 2010 |
| ---- |
| 38   |

Постоянное население по переписи 2002 года 46 человек (коми 61 %, русские 35 %),.